# Elecciones generales del Reino Unido de 2001
Las elecciones generales del Reino Unido de 2001 fueron celebrados el jueves 7 de junio de 2001. El Partido Laborista ganó su segunda victoria consecutiva, disminuyendo muy ligeramente su mayoría a 167, comparado con 179 en las elecciones generales del 1 de mayo de 1997.

## Resultados
| Partido | Partido                                     | Líder           | Votos      | %    | Escaños |
| ------- | ------------------------------------------- | --------------- | ---------- | ---- | ------- |
|         | Partido Laborista                           | Tony Blair      | 10.724.953 | 40.7 | 413     |
|         | Partido Conservador                         | William Hague   | 8.357.615  | 31.7 | 166     |
|         | Liberal Demócratas                          | Charles Kennedy | 4.814.321  | 18.3 | 52      |
|         | Partido Nacional Escocés                    | John Swinney    | 464.314    | 1.8  | 5       |
|         | Partido de la Independencia del Reino Unido | Jeffrey Titford | 390.563    | 1.5  | 0       |
|         | Partido Unionista del Ulster                | David Trimble   | 216.839    | 0.8  | 6       |
|         | Plaid Cymru                                 | Ieuan Wyn Jones | 195.893    | 0.7  | 4       |
|         | Partido Unionista Democrático               | Ian Paisley     | 181.999    | 0.7  | 5       |
|         | Sinn Féin                                   | Gerry Adams     | 175.933    | 0.7  | 4       |
|         | Partido Socialdemócrata y Laborista         | Seamus Mallon   | 169.865    | 0.6  | 3       |
|         | Partido Verde de Inglaterra y Gales         | Margaret Wright | 166.477    | 0.6  | -       |
|         | Otros                                       |                 |            | 1    |         |
| Total   | Total                                       | 26.368.204      |            | 659  |         |

- Datos: Q590740
- Multimedia: 2001 United Kingdom general election / Q590740